# Isole Cook ai Giochi della XXVI Olimpiade
Le Isole Cook hanno partecipato alle Giochi della XXVI Olimpiade di Atlanta, con una delegazione di 3 atleti.

## Atletica leggera
| Atleta       | Gara  | Batterie | Batterie | Quarti | Quarti | Semifinali | Semifinali | Finale | Finale |
| Atleta       | Gara  | Tempo    | Pos.     | Tempo  | Pos.   | Tempo      | Pos.       | Tempo  | Pos.   |
| ------------ | ----- | -------- | -------- | ------ | ------ | ---------- | ---------- | ------ | ------ |
| Mark Sherwin | 100 m | -        |          |        |        |            |            |        |        |

## Vela
- Turia Vogel

## Sollevamento pesi
Maschile
| Atleta          | Evento | Strappo   | Strappo    | Slancio   | Slancio    | Totale | Classifica |
| Atleta          | Evento | Risultato | Classifica | Risultato | Classifica | Totale | Classifica |
| --------------- | ------ | --------- | ---------- | --------- | ---------- | ------ | ---------- |
| Sam Nunuku Pera | 100 kg | -         |            |           |            |        | 24         |